# Live from KCRW
Live from KCRW — концертный альбом группы Nick Cave and the Bad Seeds, издан в декабре 2013 года.

## Об альбоме
Live from KCRW был записан сокращённым составом The Bad Seeds (без Томаса Уайдлера и Конвэя Савэджа) под руководством американского звукоинженера Боба Клирмаунтина 18 апреля 2013 года. Альбом, состоящий из песен с последнего диска Push the Sky Away и классического материала группы, был подготовлен в студии Apogee, Лос-Анджелес, специально для музыкальной передачи Morning Becomes Eclectic, транслируемой калифорнийской радиостанцией KCRW.
Датой выхода Live from KCRW во всём мире было назначено 2 декабря; в США, по случаю «чёрной пятницы», альбом поступил в продажу уже 29 ноября. Дисковое издание содержит 10 композиций, виниловое также включает 2 дополнительных трека, записанных в Apogee Studio, но не прозвучавших в эфире Morning Becomes Eclectic.

## Список композиций
| #   | Название                  | Продолжительность | Автор(ы)                    | Оригинальная композиция           |
| --- | ------------------------- | ----------------- | --------------------------- | --------------------------------- |
| 1.  | Higgs Boson Blues         | 8:46              | Ник Кейв, Уоррен Эллис      | на альбоме Push the Sky Away      |
| 2.  | Far from Me               | 5:27              | Ник Кейв                    | на альбоме The Boatman’s Call     |
| 3.  | Stranger than Kindness    | 4:53              | Анита Лейн, Бликса Баргельд | на альбоме Your Funeral… My Trial |
| 4.  | The Mercy Seat            | 5:11              | Ник Кейв, Мик Харви         | на альбоме Tender Prey            |
| 5.  | And No More Shall We Part | 3:51              | Ник Кейв                    | на альбоме No More Shall We Part  |
| 6.  | Wide Lovely Eyes          | 4:13              | Ник Кейв, Уоррен Эллис      | на альбоме Push the Sky Away      |
| 7.  | Mermaids                  | 5:23              | Ник Кейв, Уоррен Эллис      | на альбоме Push the Sky Away      |
| 8.  | People Ain’t No Good      | 5:18              | Ник Кейв                    | на альбоме The Boatman’s Call     |
| 9.  | Into My Arms *            | 3:48              | Ник Кейв                    | на альбоме The Boatman’s Call     |
| 10. | God is in the House *     | 4:26              | Ник Кейв                    | на альбоме No More Shall We Part  |
| 11. | Push the Sky Away         | 4:46              | Ник Кейв, Уоррен Эллис      | на альбоме Push the Sky Away      |
| 12. | Jack the Ripper           | 4:28              | Ник Кейв                    | на альбоме Henry’s Dream          |

- Примечание: * обозначены треки, не вошедшие в дисковое издание альбома и присутствующие только на пластинке.

## Участники записи
- Ник Кейв — вокал, фортепиано
- Уоррен Эллис — тенор-гитара, скрипка, фортепиано, лупы, бэк-вокал
- Мартин Кейси — бас-гитара
- Джим Склавунос — перкуссия, ударные, бэк-вокал
- Барри Адамсон — орган, бэк-вокал